# Attaque de Kodyel
L'attaque de Kodyel est survenue le 3 mai 2021 lorsque des militants islamistes ont attaqué le village de Kodyel, dans le Foutouri, au Burkina Faso. L'attaque a fait au moins 30 morts et 20 autres personnes ont été blessées.

## Attaque
Plus de 100 militants lourdement armés à moto et en camionnette ont pris d'assaut le village de Koydel à Foutori, un département du Burkina Faso situé dans la province de Komondjari près de la frontière avec le Niger, avec une population principalement de l'ethnie Gurma. Les assaillants ont d'abord brûlé des maisons et des bâtiments. Les résidents sont sortis des bâtiments après avoir été incendiés et que la fumée augmentait. Les assaillants ont alors ouvert le feu, tuant plusieurs personnes sur les lieux. Les survivants se sont alors échappés et les auteurs ont de nouveau ouvert le feu, tuant et blessant beaucoup plus de personnes. Au moins 30 civils ont été tués et au moins 20 autres blessés. Les enfants faisaient partie des victimes. Le village était vide au lendemain de l'attaque, car les habitants qui ont survécu se sont réfugiés dans les villes voisines. L'attaque est l'une des plus meurtrières de l'histoire moderne du Burkina Faso. L'agression est soupçonnée d'être une vengeance car le village a récemment fourni des combattants à un programme de volontaires qui combat les islamistes.